# 동화공방
주식회사 도가코보 또는 주식회사 동화공방(일본어: 株式会社動画工房 가부시키가이샤 도가코보[*])은 애니메이션의 기획, 제작을 주된 사업 내용으로 하는 일본의 기업이다.

## 연혁
1973년 7월 11일에 설립되었다. 만화가 겸 애니메이터인 후루사와 히데오와 함께, 초대 사장은 애니메이터 겸 연출가인 이시구로 메구무가 맡았다. 후루사와는 베테랑 애니메이터로, 토에이 동화가 텔레비전 애니메이션을 시작했을 때에 독립했으며, 몸소 설립한 프로덕션에서 활동했다.
1980년대에는 《바람계곡의 나우시카》의 작화를, 1990년대에는 《포켓몬스터》의 작화를 담당했다. 2000년대 이후부터는 타사의 하청 뿐만 아니라, 자사의 오리지널 작품도 제작하고 있다.
2006년 7월 11일, 주식회사로 등기를 변경했고, TYO가 발행 후 주식의 70%를 취득하고 HAL 필름메이커나 유메타 컴퍼니와 함께 동사의 그룹 산하에 들어갔다. 같은 해에는 이시구로 류가 대표 이사로 취임했다.
2009년 4월 23일, 경영 방침에 이견을 이유로, TYO가 보유하는 동화공방의 모든 주식을 대표 이사 역의 이시구로 류에게 양도하고, TYO 그룹에서 이탈했다.
2017년 1월, 마치 에큐트 간다 만세바시 이벤트 스페이스 마이에서, 애니메이션 제작 회사 feel.와 합동으로 원화전을 개최했다.
2020년 4월, 애니메이터의 대우 개선을 목적으로 애니메이터가 소속하는 작화부를 주식회사 동화공방작화부로서 분사했다.

## 작품 이력

### 원청 제작
TV 애니메이션
- Myself ; Yourself (2007년)
- 야쿠시지 료코의 괴기 사건부 (2008년)
- 연희무쌍 (2008년)
- 진 연희무쌍 (2009년)
- 11eyes (2009년)
- 진 연희무쌍 소녀대란 (2010년)
- 별하늘에 걸린 다리 (2011년)
- 유루유리 (2011년)
- 유루유리♪♪ (2012년)
- 여름 눈 랑데부 (2012년)
- 만걸! (2013년)
- GJ부 (2013년)
- 은하기공대 마제스틱 프린스 (2013년)
- 러브라보 (2013년)
- 마계왕자 devils and realist (2013년)
- GJ부@ (2014년)
- 미확인으로 진행형 (2014년)
- 월간순정 노자키 군 (2014년)
- 흐린 하늘에 웃다 (2014년)
- 플라스틱 메모리즈 (2015년)
- 미카구라 학원 조곡 (2015년)
- 건어물 여동생! 우마루짱 (2015년)
- 비탄의 아리아 AA (2015년)
- 럭 앤 로직 (2016년)
- 삼자삼엽 (2016년)
- NEW GAME! (2016년)
- 도검난무 -하나마루- (2016년)
- 가브릴 드롭아웃 (2017년)
- NEW GAME!! (2017년)
- 히나로지 ~from Luck & Logic~ (2017년)
- 건어물 여동생! 우마루짱 R (2017년)
- 속 도검난무 -하나마루- (2018년)
- 타다군은 사랑을 하지 않는다 (2018년)
- 우리 메이드가 너무 짜증나! (2018년)
- 아니마 엘! (2018년)
- 나에게 천사가 내려왔다! (2019년)
- 도우미 여우 센코 씨 (2019년)
- 덤벨 몇 킬로 들 수 있어? (2019년)
- 사랑하는 소행성 (2020년)
- 방과후 제방 일지 (2020년)
- 예스터데이를 노래하며 (2020년)
- 이케부쿠로 웨스트 게이트 파크 (2020년)
- 마왕성에서 잘 자요 (2020년)
- 소꿉친구가 절대로 지지 않는 러브 코미디 (2021년)
- 선배가 짜증나는 후배이야기 (2021년)
- SELECTION PROJECT (2021년)
- 귀엽기만 한 게 아닌 시키모리 양 (2022년)
- RPG 부동산 (2022년)
- 치이카와 (2022년)
- 테크노로이드 OVERMIND (2023년)
- 【최애의 아이】 (2023년)
- 백성녀와 흑목사 (2023년)
- 밤의 해파리는 헤엄칠 수 없어 (2024년)
- 가끔씩 툭하고 러시아어로 부끄러워하는 옆자리의 아랴 양 (2024년)
- 시운지 가의 아이들 (2025년)
- 가라오케 가자! (2025년)
- 빠졌어, 너에게 (2025년)
- 못 미더운 악녀입니다만 ~추궁접서 교체전~ (미정)

OVA
- 우주 가족 칼 빈슨 (1988년)
- 메모리즈 오프 5 끊어진 필름 (2006년)
- 건어물 여동생! 우마루짱 (2015년)

극장 작품
- 카헤의 바다 (2005년)
- 특 도검난무 하나마루 ~눈의 권~ (2022년)
- 나에게 천사가 내려왔다! 프레셔스 프렌즈 (2022년)

### 게임
- 테일즈 오브 디 아비스 (2005년, 영상)
- 걸즈 코인! (2014년, 캐릭터 일러스트)
- 플라스틱 메모리즈 (ps vita)

### 기타
- BREETSCHLAG (pixiv와의 공동 기획)